# ダックドア県
ダックドア県（ダックドアけん、ベトナム語：Huyện Đắk Đoa?）は、ベトナム社会主義共和国ザライ省の県である。

## 行政区画
1市鎮14社から構成される。